# Población mínima viable

Una representación gráfica del crecimiento de la población sobre la población total. K es la capacidad de carga, y MVP es la población mínima viable.

La población mínima viable (MVP, del inglés minimum viable population) es un límite inferior en la población de una especie, de modo que puede sobrevivir en la naturaleza. Este término se usa comúnmente en los campos de biología, ecología y biología de la conservación. La MVP se refiere al tamaño más pequeño posible en el que puede existir una población biológica sin enfrentar la extinción por desastres naturales o la estocasticidad demográfica, ambiental o genética. El término "población" se define como un grupo de individuos entrecruzados en un área geográfica similar que experimenta un flujo genético insignificante con otros grupos de la especie. Típicamente, la MVP se usa para referirse a una población silvestre, pero también se puede usar para la conservación ex situ (poblaciones de zoológicos). 

## Estimación
No existe una definición única de lo que es una población suficiente para la continuación de una especie, porque si una especie sobrevive dependerá en cierta medida de eventos aleatorios. Por lo tanto, cualquier cálculo de una población mínima viable (MVP) dependerá del modelo de proyección de población utilizado. Se podría usar un conjunto de proyecciones aleatorias (estocásticas) para estimar el tamaño inicial de la población necesaria (con base en los supuestos del modelo) para que haya (digamos) una probabilidad de supervivencia del 95% o 99%, digamos 1,000 años en el futuro. Algunos modelos usan generaciones como una unidad de tiempo en lugar de años, para mantener la consistencia entre los taxones. Estas proyecciones (análisis de viabilidad de la población, o PVA) utilizan simulaciones por computadora para modelar poblaciones utilizando información demográfica y ambiental para proyectar la dinámica de la población futura. Se llega a la probabilidad asignada a un PVA después de repetir la simulación ambiental miles de veces. 

## Extinción

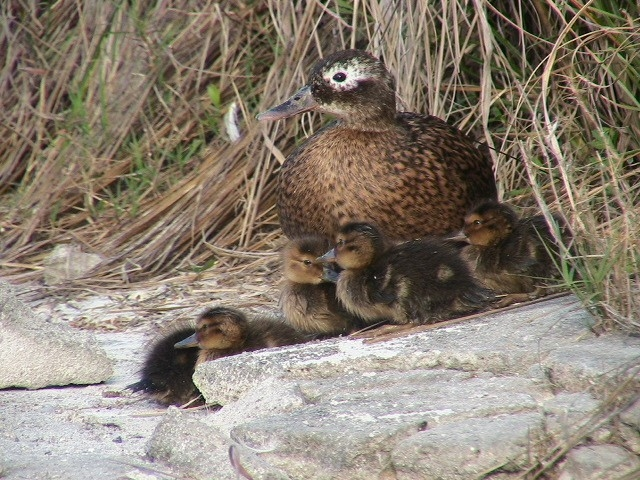
En 1912, el pato Laysan tenía un tamaño de población efectivo de 7 como máximo.

Las poblaciones pequeñas tienen un mayor riesgo de extinción que las poblaciones más grandes debido a que las poblaciones pequeñas tienen menos capacidad de recuperarse de eventos estocásticos adversos (es decir, aleatorios). Tales eventos pueden dividirse en cuatro fuentes:
Estocasticidad demográfica
La estocasticidad demográfica a menudo es solo una fuerza impulsora hacia la extinción en poblaciones con menos de 50 individuos. Los eventos aleatorios influyen en la fecundidad y la supervivencia de los individuos en una población, y en poblaciones más grandes estos eventos tienden a estabilizarse hacia una tasa de crecimiento constante. Sin embargo, en poblaciones pequeñas hay mucha más variación, lo que a su vez puede causar la extinción.
Estocasticidad ambiental
Pequeños cambios aleatorios en los componentes abióticos y bióticos del ecosistema que habita una población caen bajo la estocasticidad ambiental. Algunos ejemplos son los cambios climáticos a lo largo del tiempo y la llegada de otra especie que compite por los recursos. A diferencia de la estocasticidad demográfica y genética, la estocasticidad ambiental tiende a afectar a poblaciones de todos los tamaños.
Catástrofes naturales
Una extensión de la estocasticidad ambiental, los desastres naturales son eventos aleatorios a gran escala, como tormentas de nieve, sequías, tormentas o incendios que reducen a una población directamente en un corto período de tiempo. Las catástrofes naturales son los eventos más difíciles de predecir, y los modelos MVP a menudo tienen dificultades para tenerlos en cuenta.
Estocasticidad genética
Las poblaciones pequeñas son vulnerables a la estocasticidad genética, el cambio aleatorio en las frecuencias de alelos a lo largo del tiempo, también conocido como deriva genética. La deriva genética puede hacer que los alelos desaparezcan de una población, y esto reduce la diversidad genética. En poblaciones pequeñas, la baja diversidad genética puede aumentar las tasas de endogamia, lo que puede provocar depresión endogámica, en la que una población compuesta por individuos genéticamente similares pierde aptitud. La endogamia en una población reduce el estado físico al hacer que los alelos nocivos recesivos se vuelvan más comunes en la población, y también al reducir el potencial de adaptación. La llamada "regla 50/500", donde una población necesita 50 individuos para prevenir la depresión endogámica, y 500 individuos para protegerse contra la deriva genética en general, es un punto de referencia a menudo utilizado para un MVP, pero un estudio reciente sugiere que esto La directriz no es aplicable en una amplia diversidad de taxones.

## Aplicación
La MVP no tiene en cuenta la intervención externa. Por lo tanto, es útil para administradores de conservación y ambientalistas; se puede aumentar una población por encima del MVP utilizando un programa de cría en cautividad o trayendo a otros miembros de la especie desde otras reservas. 
Naturalmente, existe cierto debate sobre la precisión de los PVA, ya que generalmente se requiere una amplia variedad de supuestos para el pronóstico; sin embargo, la consideración importante no es la precisión absoluta, sino la promulgación del concepto de que cada especie tiene un MVP, que al menos se puede aproximar por el bien de la biología de la conservación y los planes de acción de biodiversidad.
Hay una marcada tendencia a la insularidad, los cuellos de botella genéticos sobrevivientes y la estrategia r para permitir MVP mucho más bajos que el promedio. Por el contrario, los taxones fácilmente afectados por la depresión de la endogamia, que tienen un MVP alto, a menudo son decididamente estrategas K, con bajas densidades de población y que ocurren en un amplio rango. A menudo se ha dado un MVP de 500 a 1,000 como promedio para los vertebrados terrestres cuando se ignora la endogamia o la variabilidad genética. Cuando se incluyen los efectos de la endogamia, las estimaciones de MVP para muchas especies son miles. Basado en un metanálisis de los valores reportados en la literatura para muchas especies, se informó sobre los vertebrados "una distribución de frecuencias de MVP entre especies con una mediana de 4169 individuos (IC 95% = 3577–5129)".